# Sweetest Time
『Sweetest Time』（スウィーテスト・タイム）は、松田聖子通算30枚目のアルバム（ミニ・アルバム）。1997年5月8日発売。発売元はマーキュリー・ミュージックエンタテインメント

## 解説
先行シングル「Gone with the rain」を含むウィンター･ミニ・アルバム。
全6曲中、前半3曲は日本語詞、後半3曲は英語詞。1996年の大ヒットソング「あなたに逢いたくて～Missing You～」の英語ヴァージョンが収録。

## アートワーク
写真等がモノクロームで統一され、「Gone with the rain」のミュージック・ビデオも同じくモノクロ。

## 収録曲
- 作詞:Seiko Matsuda（1,2,3）Suzie Kim（4,5,6）
- 全作曲:Seiko Matsuda・Ryo Ogura
- 編曲:Yuji Toriyama（1,4,6） Ryo Ogura & Naoki Kurio（3） Ryo Ogura & Tomoki Ishizuka（2,5）

1. Gone with the rain　（4:43）
  - シングル盤には「Candle Mix」が収録されている。
2. Why say goodbye　（5:33）
3. KissしてX'mas　（4:59）
4. Gone with the rain （English Version）　（4:42）
5. Why say goodbye （English Version）　（5:33）
6. あなたに逢いたくて～Missing You～（English Version）　（5:33）

## 関連作品
- Gone with the rain
  - シングル「Gone with the rain#関連作品」を参照
- あなたに逢いたくて～Missing You～  （「English Version」原曲）
  - シングル「あなたに逢いたくて～Missing You～#関連作品」を参照

## 関連人物
- 小倉良
- 鳥山雄司